# Pabellón municipal de Porriño
Pabellón Municipal de Porriño (oficialmente, y en gallego, Pavillón Municipal de Deportes do Porriño) es un estadio cubierto situado en la ciudad de Porriño, Pontevedra.

## Historia
Las obras se presupuestaron en 57,2 millones de pesetasy abrió sus puertas en mayo de 1983aunque su inauguración no fue hasta el mes de septiembre, en un partido de baloncesto disputado con motivo de las Fiestas del Cristo de aquel año.
En 1993 se puso las bases de ampliación del pabellón, incluyendo la segunda pista y la piscina climatizada,con un presupuesto de 200 millones de pesetas, del que 50 millones fue a cargo del ayuntamiento y los 150 millones restantes fueron asumidos por la Secretaría general del Deporte de la Junta
En 2016 y 2017 acogió la fase final de la Copa de la Reina de balonmano.
En 2021 se instaló la pantalla LED deportiva, fue renovado en 2022 y, en 2023, se instaló el videomarcador que luce en la actualidad la segunda pista, además de adaptar los accesos a personas con discapacidad.

## Equipamiento
La pista de juego principal tiene una superficie 45 x 30, divisible con separaciones en tres canchas transversales
- Gimnasio.
- 8 vestuarios para equipos.
- 4 vestuarios para árbitros.
- Botiquín
- Sala de reuniones
- Cafetería.

### Anexos
Segunda pista deportiva, con una grada para público, además de una piscina con 6 calles (y una piscina de chapoteo) y dos pistas de pádel.